# New Chapel Hill
New Chapel Hill è una città degli Stati Uniti d'America, situata nello Stato del Texas, nella Contea di Smith.